# Estheria cristata
Estheria cristata är en tvåvingeart som först beskrevs av Johann Wilhelm Meigen 1826.  Estheria cristata ingår i släktet Estheria och familjen parasitflugor. Inga underarter finns listade i Catalogue of Life.